# Aristolochia nummularifolia
Aristolochia nummularifolia Kunth – gatunek rośliny z rodziny kokornakowatych (Aristolochiaceae Juss.). Występuje naturalnie w Wenezueli oraz Kolumbii.

## Biologia i ekologia
Rośnie na sawannach oraz brzegach rzek. Występuje na terenach nizinnych.